# Stela (spomenik)
Stéla je antična nagrobna plošča ali steber iz kamna ali lesa, z napisom ali reliefom na sprednji ali več straneh. Običajno je višja kot je širša, najpogosteje okrašena z imeni in naslovi umrlega ali opisom iz njegovega življenja. Okras je lahko zapisan, vklesan v reliefu (bas, visoki, itd.) ali pobarvan na ploščo.
Postavljali so jih že v prazgodovini.
Poznamo: mezopotamske, grške, egipčanske, rimske, majevske, kitajske in stele drugih civilizacij. Največje, do 30 m visoke, so odkrili v Aksumu, svetem mestu v Etiopiji.
Lahko se uporablja tudi kot ozemeljski marker pri ločevanju lastništva zemljišč.

## Galerija stel
- Princesa Nefertiabet's - pogrebna stela - 4. dinastija
- Velikan iz Monte Prama, Sardinija, neolitski menhir
- Stela v obliki lunete, Hammurabijev kodeks
- Baal s strelo, Ugaritska stela iz Sirije
- Stela Merneptah, Amenhotep III., najstarejša omemba imena Izrael
- Votivna stela v čast Tračanske boginje Bendis
- Demosthenes na Atenskem trgu
- Kamen Rosetta iz 196 pr. n. št., posvečen božanskemu kultu Ptolemeja V.
- Budistična stela iz Kitajske
- Stela Yamanoue v Takasaki, ena od treh zaščitenih stel na Japonskem
- Majevska stela 35 iz Yaxchilana, (8. stoletje), upodobitev dama Večerne zvezde, soproge kralja Itzamnaaj Balam II.
- Stela Nestoria (781) beleži uspeh misijonmarja Alopena iz Tang dinastije, Kitajska
- Križ Kildalton (800) v Islay, Škotska
- Stela Sueno's (9. st.=) v Forres, Škotska, prikazuje prizadevanja pri ohranjanju stel
- Sulaimanova stela, prince Xininga (1348), napis v šestih jezikih: nepalsko, tibetansko, ujgursko, 'Phags-pa, tangutsko in kitajsko.
- Stela Galle, Zheng zapušča Šrilankp leta 1409 , trojezičnem napisu: v kitajščini, tamilščini in perzijščini

## Vir
- SSKJ